# Aleksandr Bejlinson
Aleksandr Aleksandrovič Bejlinson (1957) è un matematico russo.
Ha il titolo di  "David and Mary Winton Green University Professor" presso l'Università di Chicago. La sua ricerca ha spaziato dalla teoria delle rappresentazioni alla geometria algebrica, fino alla fisica matematica. Nel 1999 Bejlinson è stato insignito del Premio Ostrowski con Helmut Hofer; mentre nel 2017 è stato eletto alla National Academy of Sciences.
Dall'inizio degli anni '90 in poi, Bejlinson ha lavorato con Vladimir Drinfel'd per ricostruire la teoria delle algebre di vertice. Dopo essere stata diffusa in modo informale, questa ricerca fu pubblicata nel 2004 sotto forma di monografia sulle algebre chirali. Ciò ha portato a nuovi progressi nella teoria di campo conforme, nella teoria delle stringhe e nel programma Langlands. È stato eletto Fellow dell'American Academy of Arts and Sciences nel 2008. È stato visiting scholar presso l'Institute for Advanced Study nell'autunno del 1994 e di nuovo dal 1996 al 1998. Nel 2018 ha ricevuto il premio Wolf per la matematica (insieme a Drinfel'd) e nel 2020 il premio Shaw.

## Pubblicazioni selezionate
- Beilinson, A. A. e Drinfeld, V., Chiral Algebras, American Mathematical Society, 2004, ISBN 978-0-8218-3528-9.
- Beilinson, A. A., Ginzburg, V. e Soergel, W., Koszul duality patterns in representation theory, in Journal of the American Mathematical Society, vol. 9, n. 2, 1996,  pp. 473-527, DOI:10.1090/S0894-0347-96-00192-0, ISSN 0894-0347 (WC · ACNP).
- Beilinson, A. A., Lusztig, G. e MacPherson, R., A geometric setting for the quantum deformation of GLn, in Duke Mathematical Journal, vol. 61, n. 2, 1990,  pp. 655-677, DOI:10.1215/S0012-7094-90-06124-1, ISSN 0012-7094 (WC · ACNP).
- Beilinson, A. A., Ginzburg, V. e Schechtman, V., Koszul duality, in Journal of Geometry and Physics, vol. 5, n. 3, 1988,  pp. 317-350, Bibcode:1988JGP.....5..317B, DOI:10.1016/0393-0440(88)90028-9, ISSN 0393-0440 (WC · ACNP).
- Beilinson, A. A., MacPherson, R. e Schechtman, V., Notes on motivic cohomology, in Duke Mathematical Journal, vol. 54, n. 2, 1987,  pp. 679-710, DOI:10.1215/S0012-7094-87-05430-5, ISSN 0012-7094 (WC · ACNP).
- Beilinson, A. A., Notes on absolute Hodge cohomology, vol. 55, 1986.
- Beilinson, A. A., Higher regulators and values of L-functions, vol. 24, 1984.
- Beilinson, A. A., Faisceaux pervers, vol. 100, 1982.
- Beilinson, A. A., Residues and adèles, in Funktsional. Anal. I Prilozhen., vol. 14, n. 1, 1980,  pp. 44-45, ISSN 0374-1990 (WC · ACNP).
- Beilinson, A. A., Coherent sheaves on Pn and problems in linear algebra, in Funktsional. Anal. I Prilozhen., vol. 12, n. 3, 1978,  pp. 68-69, DOI:10.1007/BF01681436, ISSN 0374-1990 (WC · ACNP).